# Friedrich Wilhelm Scheuerlein
Friedrich Wilhelm Scheuerlein (* 29. August 1810 in Könnern (Saalkreis); † 30. August 1895 in Dessau) war ein deutscher Offizier. Er war königlich preußischer Generalmajor und zuletzt Dezernent für Armierung im Marineministerium.

## Herkunft
Seine Eltern waren der Wundarzt in Könnern Christoph Ferdinand Scheuerlein und dessen Ehefrau Charlotte Christiane Pfaff.

## Leben
Er kam im Jahr 1829 als Kanonier in die 3. Artillerie-Brigade. Dort wurde er von 1830 bis 1833 an die Vereinigte Artillerie- und Ingenieurschule abkommandiert. In der Zeit wurde er am 12. November 1830 zum Portepeefähnrich und am 21. Februar 1832 zum Seconde-Lieutenant ernannt. Von 1835 bis 1837 wurde er als Abteilungsadjutant eingesetzt. Abschließend wurde er vom 1. April 1838 bis zum 31. März 1840 nach Berlin abkommandiert, wo er Vorträge auf der Bauschule und dem Gewerbeinstitut besuchte. Nach seiner Rückkehr wurde er von 1841 bis 1843 in die Handwerkerkompanie der 3. Artillerie-Brigade versetzt. Anschließend wurde er am 27. Februar 1844 zum Premier-Lieutenant ernannt, am 1. Oktober 1845 wurde er in die Artillerie-Prüfungskommission abkommandiert. Von dort wurde er am 20. Oktober 1851 als Hauptmann in das 5. Artillerieregiment versetzt, wo er am 18. Juni 1853 in die Feuerwerkerabteilung wechselte. Er schied am 28. März 1854 aus der Armee aus und wechselte in die Marine. Dort wurde er à la suite des Seebataillons gestellt und als Dezernent für die Artillerie in die 2. Abteilung der Admiralität abkommandiert. Er wurde am 27. März 1855 zum Major und am 27. Juni 1861 zum Oberstleutnant befördert sowie Dezernent für die Armierung in das Marineministerium versetzt. Am 18. Januar 1863 erhielt er den Roten Adlerorden 3. Klasse mit Schleife und am 17. März 1863 die Beförderung zum Oberst. Er wurde noch am 18. Januar 1867 mit dem Kronen-Orden 3. Klasse ausgezeichnet, bevor er am 17. Juni 1868 seinen Abschied mit Pension und dem Charakter als Generalmajor bekam. Er starb am 30. August 1895 in Dessau.
Im Jahr 1847 schrieb der Generalleutnant von Dienst: Kommandiert zum galvanoplastischen Institut hat derselbe seit dem Monat Mai des Jahres bei der Artillerie-Prüfungskommission seine Dienste getan, ist mir jedoch als ein recht brauchbarer, kenntnisreicher Offizier bekannt. Sein Wert über die Grundzüge der Artilleriewissenschaft ist empfehlenswert.

## Familie
Er heiratete am 12. Oktober 1854 in Berlin Emma Adelheid Planer  (* 30. September 1814; † 11. Oktober 1892), die Tochter des Ökonomiekommissars Planer.

## Werke
- Grundzüge der allgemeinen Artilleriewissenschaft, (1846) Band 1, (1854) Teil 2[1]